# Deudet (Ort)
Deudet ist ein osttimoresischer Ort im Suco Deudet (Verwaltungsamt Lolotoe, Gemeinde Bobonaro). Das Dorf liegt im äußersten Nordosten der Aldeia Oe-Laca, auf einer Meereshöhe von 911 m, am Fuß des Berges Tulo (1285 m). Unterhalb des Dorfes liegt westlich das Tal des Flusses Foura.
Deudet ist ein Vorort vom östlich im Suco Opa gelegenen Lolotoe, dem Hauptort des Verwaltungsamtes. Dazwischen liegen die kleinen Dörfer Bou-Tal und  Mokou. Nördlich benachbart von Deudet ist das Dorf Itililig (Gole). Eine Straße verbindet die Ortschaften miteinander.
In Deudet befinden sich der Sitz des Sucos und eine Grundschule. Nördlich liegt an der Straße der Friedhof Cemitérios de Lolotoe.